# Kay Matysik
Kay Matysik (Berlijn, 18 juni 1980) is een voormalig Duits volleyballer en beachvolleyballer. In die laatste discipline werd hij tweemaal Duits kampioen en won hij een bronzen medaille bij de wereldkampioenschappen. Daarnaast nam hij eenmaal deel aan de Olympische Spelen. Na zijn sportieve carrière ging hij aan de slag als trainer.

## Carrière

### Zaal
Matysik begon in 1997 met volleybal in de zaal en stond op de positie van buitenaanvaller en diagonaal. Van 2004 tot 2007 en van 2008 tot 2010 speelde hij bij Netzhoppers Königs Wusterhausen, waarmee hij in 2006 promoveerde naar de Bundesliga. Met SV Lindow/Gransee was hij in 2007/08 actief in de Brandenburgse competitie en in 2010/11 in de tweede divisie van Bundesliga.

### Beach

#### 2001 tot en met 2011
Matysik debuteerde in 2001 als beachvolleyballer in de FIVB World Tour toen hij met Karl Strempel mee deed aan het Open-toernooi in Berlijn. Met Thomas Kröger nam hij deel aan de edities van 2003 en 2004; ze waren verder vooral actief in de Duitse competitie. In 2005 partnerde hij met Marcus Popp. Het duo won het Challenger-toernooi van Cagliari en werd derde bij de Duitse kampioenschappen. Het jaar daarop vormde Matysik een team met Eric Koreng. Ze namen deel aan acht toernooien in de World Tour met drie zeventiende plaatsen als beste resultaat. Bij de Europese kampioenschappen in Den Haag verloren ze in de tweede ronde van de Zwitserse broers Martin en Paul Laciga waarna ze in de tweede herkansingsronde werden uitgeschakeld door hun landgenoten David Klemperer en Kjell Schneider. Vervolgens volleybalde Matysik twee seizoenen met Stefan Uhmann. In 2007 deed het tweetal mee aan drie mondiale toernooien met een negende plaats in Berlijn als beste resultaat. Bij de EK in Valencia strandde Matysik met Uhmann opnieuw in de twee ronde van de herkansing, ditmaal tegen het Zwitserse duo Patrick Heuscher en Sascha Heyer. Bij de NK eindigde het duo als tweede.
Het daaropvolgende seizoen speelden de twee zes wedstrijden in de World Tour, waarbij ze een derde plaats in Marseille en een vijfde plaats in Klagenfurt behaalden. Daarnaast wonnen ze bij de EK in Hamburg de zilveren medaille achter de Nederlanders Reinder Nummerdor en Richard Schuil. Met Sebastian Dollinger eindigde Matysik verder als negende bij de Grand Slam van Gstaad en met Markus Böckermann deed hij mee aan het toernooi van Mallorca. In 2009 partnerde Matysik aanvankelijk met Christoph Dieckmann met wie hij aan twee mondiale toernooien deelnam – vijfde in Brasilia – voordat hij gedurende het seizoen van partner wisselde naar Jonathan Erdmann met wie hij tot en met 2016 een team zou vormen. Dat jaar nam het duo nog deel aan zes reguliere toernooien in de World Tour met een dertiende plaats in Kristiansand als hoogste klassering. Daarnaast deden ze mee aan de WK in Stavanger waar ze na twee nederlagen en een overwinning in de groepsfase strandden. Bij de nationale kampioenschappen werden ze vierde. Het daaropvolgende seizoen waren ze actief op tien internationale toernooien waarbij ze driemaal als negende eindigden (Rome, Stavanger en Klagenfurt). Met Alexander Walkenhorst deed hij verder mee aan de EK in Berlijn waar ze in de groepsfase strandden. In 2011 kwamen Matysik en Erdmann bij twaalf reguliere toernooien op het mondiale niveau tot zeven toptienklasseringen. Het duo eindigde als vierde in Stare Jabłonki, als vijfde in Mariehamn, als zevende in Shanghai en Agadir en als negende in Gstaad, Moskou en Quebec. Bij de WK bereikten ze de achtste finale die verloren gingen tegen het Letse duo Jānis Šmēdiņš en Mārtiņš Pļaviņš en bij de EK in Kristiansand wonnen ze het zilver achter hun landgenoten Jonas Reckermann en Julius Brink.

#### 2012 tot en met 2017

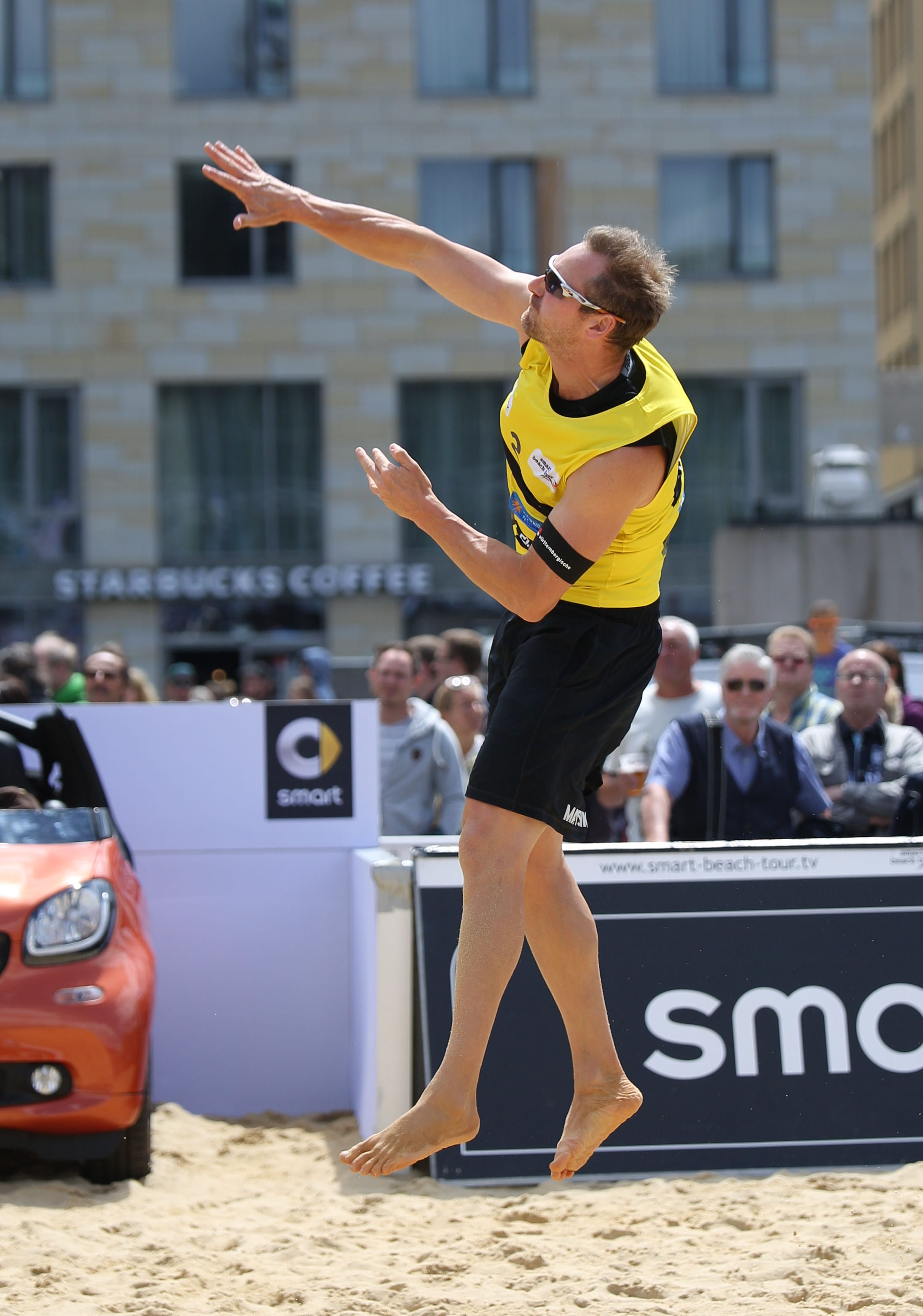
Matysik in actie bij de Smart Beach Tour in Dresden (2017)

Het jaar daarop namen Matysik en Erdmann deel aan negen toernooien in de World Tour. Ze behaalden daarbij zes vijfde plaatsen (Brasilia, Peking, Moskou, Rome, Berlijn en Klagenfurt) en een negende plaats (Shanghai). Bij de EK in Scheveningen ging het tweetal als groepswinnaar door naar de achtste finales waar ze werden uitgeschakeld door de Nederlanders Emiel Boersma en Daan Spijkers. Verder deden ze mee aan de Olympische Spelen in Londen. Daar bereikten ze de achtste finale die verloren werd van het Braziliaanse duo Alison Cerutti en Emanuel Rego. Met Walkenhrost werd hij verder negende bij de Grand Slam van Stare Jabłonki. Met Erdmann sloot hij het seizoen af met het behalen van de Duitse titel ten koste van Koreng en Walkenhorst. In 2013 kwamen ze bij acht reguliere FIVB-toernooien tot zeven toptienklasseringen: twee vijfde (Rome en Gstaad) en vijf negende plaatsen (Fuzhou, Shanghai, Corrientes, Berlijn en São Paulo). Bij de WK in Stare Jabłonki wonnen Matysik en Erdmann het brons; nadat ze de halve finale verloren van latere kampioenen Alexander Brouwer en Robert Meeuwsen, waren ze in de troostfinale te sterk voor Alison en Emanuel. Bij de EK in Klagenfurt eindigde het duo als vijfde nadat ze in de kwartfinale werden uitgeschakeld door de Italianen Daniele Lupo en Paolo Nicolai.
Het daaropvolgende seizoen bereikten ze bij de EK in Cagliari de achtste finale waar Walkenhorst en Stefan Windscheif te sterk waren. In de World Tour behaalde het tweetal bij acht toernooien onder meer een derde plaats in Shanghai, een vierde plaats in Gstaad en vijfde plaatsen in Den Haag en Klagenfurt. Bovendien werden ze in Timmendorfer Strand voor de tweede keer Duits kampioen door Sebastian Fuchs en Thomas Kaczmarek in de finale te verslaan. In 2015 namen Matysik en Erdmann deel aan acht mondiale wedstrijden waaronder de WK in Nederland waar ze in de achtste finale werden uitgeschakeld door het Amerikaanse duo John Hyden en Tri Bourne. Bij de overige toernooien kwamen ze tot onder meer een derde plek in Moskou, een vierde plek in Olsztyn en een vijfde plek in Stavanger. Bij de NK werden ze tweede achter Clemens Wickler en Armin Dollinger. Het jaar daarop speelden Erdmann en Matysik acht wedstrijden in de mondiale competitie met een tweede plaats in Fortaleza als beste resultaat. Bij de EK in Biel/Bienne bleven ze tegen de Noren Morten Kvamsdal en Christian Sørum in de tussenronde steken. Na het mislopen van de Olympische Spelen in Rio de Janeiro gingen Matysik en Erdmann uit elkaar. Matysik vormde voor de rest van het seizoen een team met Walkenhorst. Bij drie FIVB-toernooien kwamen ze tot een negende plaats in Poreč en bij Duitse kampioenschappen ze verder brons. In 2017 namen ze nog deel aan het toernooi van Fort Lauderdale waarna Matysik met Popp vooral in de Duitse tour actief was met de NK aan het einde van het seizoen als zijn laatste toernooi.

### Trainer
Na afloop van zijn spelerscarrière ging Matyisk aan de slag als beachvolleybaltrainer. In 2018 begeleidde hij het duo Kim Behrens en Sandra Ittlinger en in 2019 werd hij bondscoach voor de junioren bij de mannen.

## Palmares
Kampioenschappen
- 2005:  NK
- 2007:  NK
- 2008:  EK
- 2011: 9e WK
- 2011:  EK
- 2012: 9e OS
- 2012:  NK
- 2013:  WK

- 2014:  NK
- 2015: 9e WK
- 2015:  NK
- 2016:  NK

FIVB World Tour
- 2008:  Marseille Open
- 2014:  Grand Slam Shanghai
- 2015:  Grand Slam Moskou
- 2016:  Fortaleza Open